# Roger Schmidt (Karikaturist)
Roger Schmidt (* 15. Juni 1959 in Bendorf/Rhein) ist ein deutscher Karikaturist und Cartoonist. 

## Werdegang
Nachdem 2003 die ersten Veröffentlichungen auf seiner Internetseite erfolgten, wurden  Karikaturen und Cartoons von Roger Schmidt heute von verschiedenen Zeitschriften (Cicero u. a.) und Buchverlagen gedruckt.
In der Schule illustrierten seine Karikaturen und Cartoons häufiger die Schülerzeitung.
Nach seiner Schulzeit, überwiegend in Diez/Lahn, absolvierte Roger Schmidt zuerst eine kaufmännische Ausbildung, da er das Zeichnen nicht zum Beruf machen wollte. Die Bundeswehrzeit verbrachte er in Flensburg, wo er Elektrotechnik studierte. Nach mehreren Jahren Tätigkeit in der Softwareentwicklung arbeitete er seit 1992 bei einem Energieversorger als Ingenieur in Brunsbüttel. Hier entdeckte er 1992 seine alte Leidenschaft neu und vervollständigte seine zeichen- und maltechnische Ausbildung, insbesondere in der Akt- und Porträtmalerei, ab 1993 bei dem Grafiker und Konstruktivisten Karl-Heinz Schlaack († 2003).
Es folgten mehrere Buchillustrationen, darunter Comics für das Buch zur Show „Genial daneben“ und Ende 2003 der Start seiner Internetseite. Sein neuestes Internetprojekt ist eine Satire zum Thema Wein mit vielen Cartoons. Weiterhin erscheinen seine Cartoons seit 2006 regelmäßig in der Zeitschrift „International Games Magazine“.
Er  lebt in Dithmarschen.

## Bücher zusammen mit anderen Autoren
- Zahnschmerz; 2006; Satirische Zeichnungen und Zitate; ad'medien-Verlag; ISBN 3-9810737-1-1
- Himmlische Karikaturen; 2008; Humor und Gottesglaube; Gütersloher Verlagshaus; ISBN 3-579-06985-3

Weiterhin finden sich seine Zeichnungen in vielen Schulbüchern.